# Mojtaba Hashemi

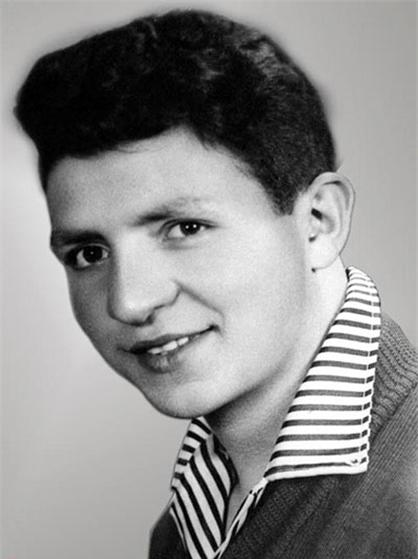
Mojtaba Hashemi, 1960 ohne Bart.

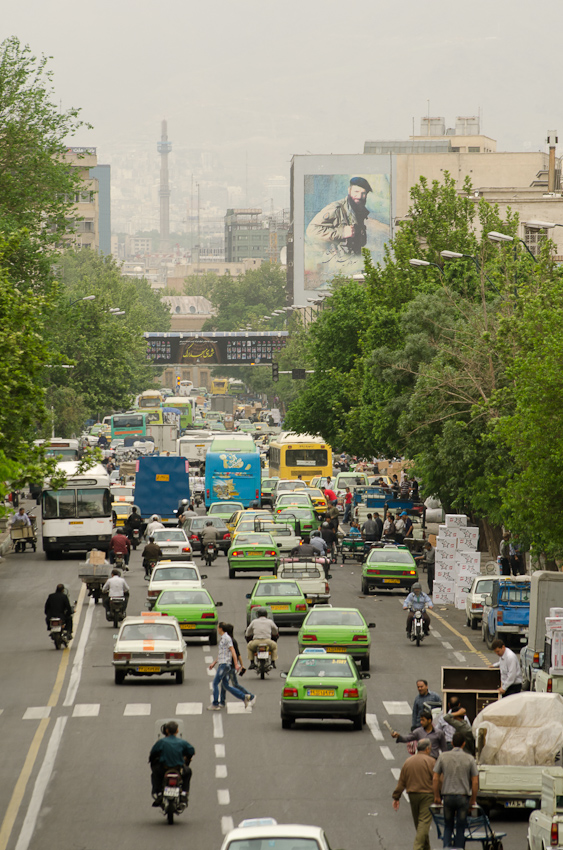
Mojtaba Hashemi, 2011 als Wandmalerei an einem Gebäude in der Chayyam-Straße in Teheran, Iran

Mojtaba Hashemi (persisch مجتبی هاشمی; * 13. November 1941 in Teheran; † 28. Mai 1985 in der Wahdat-e-Islami-Straße (ehemals Shapur-Straße) in Teheran von Volksmudschahedin ermordet.) war ein iranischer Paramilitär und Diplomat.

## Werdegang
Er war das vierte Kind einer religiösen und bürgerlichen Familie. Ab 15. Juni 1964 rebellierte er gegen das Regime von Mohammad Reza Pahlavi. Er fertigte und verteilte Flugblätter und Sprachbanner sowie Bilder vom Ruhollah Chomeini. Als Ruhollah Chomeini aus dem Pariser Exil zurückkehrte, war Mojtaba Hashemi Mitglied des Willkommenskomitees und tat seinen Beitrag an der Seite der finanziell schlecht gestellten zum Sturz des Dynastie Pahlavi. Nach dem Sieg der Islamischen Revolution am 22. Februar 1979 organisierte er die 9. Revolutionären Kräfte und bildete das 9. Islamische Revolutionskomitee. Nach dem Beginn der irakischen Invasion bei Basra organisierte er eine Gruppe der paramilitärischen  Ordnungskräfte des Iran nach dem Beispiel der Fedāʾiyān-e Eslām, um der Invasion der Ba'athisten in Abadan und Chorramschahr entgegenzutreten.
1984 war er Geschäftsträger in Dschidda.